# Đảo Barit
Barit (trước đây là Bari) là hòn đảo tư nhân nhỏ, nhiều cây cối ở phía bắc tỉnh Cagayan, Philippines. Hòn đảo là một phần của đô thị Aparri.

## Vị trí địa lý
Đảo Barit nằm ở phía bắc đảo Luzon ở eo biển Luzon. Một phần của quần đảo Babuyan, Barit nằm cách 0,75 dặm (1,21 km) về phía bắc đảo Fuga. Đảo Mabag chỉ cách khoảng 0,5 dặm (0,80 km) từ Barit. Có một đường băng nhỏ ở đảo Barit. Barit thuộc sở hữu của danh nhân người TRung Quốc, Tan Yu, người đã mua hòn đảo vào năm 1990. Barit hiện đang được quản lý bởi Barit Island Holdings, một công ty con của Yu Asiaworld Internationale.